# 21 Savage
Shéyaa Bin Abraham-Joseph (* 22. října 1992, Londýn, Spojené království), známý jako 21 Savage, je rapper a hudební producent, který proslul na atlantské scéně. Prorazil v roce 2015 svými mixtapes The Slaughter Tape a Slaughter King a EP Savage Mode (2016), které nahrál s hudebním producentem Metro Boominem. Své debutové albu Issa Album vydal v roce 2017 u Epic Records.
Dne 3. února 2019 byl zadržen imigračním úřadem USA (ICE), který jej obvinil z nezákonného pobytu na území Spojených států od července 2006, kdy expirovalo jeho vízum. Až do tohoto incidentu se obecně předpokládalo, že Abraham-Joseph pochází z Atlanty. Podle mluvčího imigračního úřadu je Abraham-Joseph britský občan, který legálně navštívil USA v červenci 2005, ale zůstal a neodcestoval ani po vypršení víza v červenci 2006.

## Biografie

### Dětství
Shéyaa Bin Abraham-Joseph se narodil v roce 1992 v Londýně ve Spojeném království. Jeho rodiče, Heather Carmillia Josephová a Kevin Cornelius Emmons, přicestovali do Spojeného království z Karibiku (bývalých kolonií Britské Západní Indie). Dle oficiálního stanoviska právního zástupce Abrahama-Josepha se jeho rodiče v roce 1999 rozvedli a Abraham-Joseph odcestoval se svou matkou do USA, kde žili v Atlantě na matčino pracovní vízum (typ H-1B). Abraham-Joseph tak byl automatickým držitelem víza typu H-4, které obdrží nezletilé osoby příbuzné s držitelem víza typu H-1B. Ve 12 letech odcestoval na měsíc do Spojeného království. Poté se opět vrátil do Atlanty s vízem typu H-4. Vízum Abraham-Josepha přestalo platit v roce 2006. Jeho matka později začala v USA žít s Dr. Amsu Anpunem, se kterým měla další děti. Veškeré podrobnosti o jeho původu vyšly najevo až v roce 2019, kdy byl obviněn imigračním úřadem USA (ICE) z ilegálního pobytu. Do té doby o svém britském původu mlčel.
V sedmé třídě byl vyhozen ze školy za držení palné zbraně. To vedlo k zákazu navštěvování škol v okrsku DeKalb County a proto musel docházet do školy ve vzdálenějších částech Atlanty. Nakonec byl poslán do diagnostického ústavu. Poté dokončil osmou třídu a nastoupil na střední školu, ze které byl ovšem po půl roce vyloučen. Následně se přidal k lokálnímu gangu, který měl vazby na gang Bloods. Živil se jako drogový dealer a prováděl i další drobné kriminální činy. Když mu bylo 21 let, byl šestkrát postřelen členem soupeřícího gangu.

### Počátky kariéry:Savage Mode EP(2013–2016)
První oficiální singl zveřejnil v roce 2014, byla jím píseň „Picky“. V květnu 2015 následovala první mixtape The Slaughter Tape. V červenci 2015 vydal společné EP s rapperem Sonny Digital, to neslo název Free Guwop. Název byl poctou uvězněnému rapperovi Gucci Maneovi. V prosinci 2015 vydal další mixtape s názvem Slaughter King.
V červnu 2016 se objevil na titulní stránce a v článku časopisu XXL „Freshman Class 2016“. V červenci 2016 vydal společné EP s producentem Metro Boomin. EP nese název Savage Mode a je jeho prvním komerčním produktem. EP se umístilo na 28. příčce žebříčku Billboard 200 a obdrželo zlatou certifikaci. Singl „X“ (s Metro Boomin ft. Future) se umístil na 36. příčce žebříčku Billboard Hot 100 a stal se 2x platinovým. Druhý singl „No Heart“ (s Metro Boomin) se umístil na 43. příčce a byl certifikován jako 2x platinový singl.
V roce 2016 také hostoval na úspěšném singlu rappera a zpěváka Drakea „Sneakin'“, který se umístil na 28. příčce žebříčku Billboard Hot 100.

### Issa Album,Without WarningaI Am > I Was(2017–2019)
O rok později, v červenci 2017, vydal své debutové studiové album s názvem Issa Album. Na produkci alba, které bylo vydáno u společností Slaughter Gang a Epic Records, se opět významně podílel hudební producent Metro Boomin. Jediným hostem na albu je rapper Young Thug. Vedoucí singl „Bank Account“ se umístil na 12. příčce žebříčku Billboard Hot 100 a byl 4x platinový. V žebříčku se z alba umístila ještě píseň „Famous“ (94. příčka). Album debutovalo na 2. příčce žebříčku Billboard 200 a později obdrželo certifikaci zlatá deska.
V září 2017 hostoval na hitovém singlu rappera Post Malone s názvem „Rockstar“. Píseň se v USA umístila na 1. příčce žebříčku Billboard Hot 100 a v dalších zemích (Spojené království, Kanada, Austrálie…) také na prvních místech hlavních žebříčků.
Dne 31. října 2017 vyšlo společné album 21 Savage, rappera Offseta z tria Migos a producenta Metro Boomina. Album s názvem Without Warning debutovalo na 4. příčce žebříčku Billboard 200 s 53 000 prodanými kusy (se započítáním streamů) během prvního týdne prodeje. Nejúspěšnější písní z alba je „Ghostface Killers“ (ft. Travis Scott) (35. příčka). Album obdrželo certifikaci zlatá deska.
V prosinci 2017 hostoval na úspěšném singlu „Bartier Cardi“ od Cardi B (14. příčka). V roce 2018 hostoval na písních „BBO (Bad Bitches Only)“ od Migos (48. příčka) a „Pass Out“ od Quava (61. příčka).
Na konci roku 2018 vydal album I Am > I Was. Vydání nepředcházelo představení žádného singlu. Album debutovalo na 1. příčce žebříčku Billboard 200 se 131 000 prodanými kusy (po započítání 151 milionů streamů) v první týden prodeje. Po vydání se v žebříčku Billboard Hot 100 díky streamům umístilo celkem 9 písní z alba, nejúspěšnější byly písně „A Lot“ (ft. J. Cole) (12. příčka, 3x platinový) a „Can't Leave Without It“ (58. příčka). V lednu 2020 získalo album v USA platinovou certifikaci. Za píseň „A Lot“ získal cenu Grammy za nejlepší rapovou píseň roku.

### Savage Mode IIa Her Loss(2020–2023)
Na začátku října 2020 vydal pokračování společného EP s producentem Metro Boomin. Album Savage Mode II debutovalo na první příčce žebříčku Billboard 200 se 171 000 prodanými kusy (po započítání streamů) v první týden prodeje. Po zveřejnění se všech 13 písní umístilo v žebříčku Billboard Hot 100. Singly „Runnin“ a „Mr. Right Now“ (ft. Drake) se umístily v Top 10 písních žebříčku, na deváté, respektive desáté příčce. Z dalších písní se nejlépe umístily „Glock in My Lap“ (19. příčka), „Rich Nigga Shit“ (26. příčka) a „Slidin“ (32. příčka).
V květnu 2021 vydal EP Spiral: From the Book of Saw Soundtrack, které sloužilo jako soundtrack k filmu Spirála strachu: Saw pokračuje. V téže době také hostoval na velmi úspěšném singlu J. Colea „My Life“ (ft. Morray) (2. příčka).
V listopadu 2022 vyšlo společné album s Drakem nazvané Her Loss. Deska debutovala na první příčce Billboard 200 s 404 000 prodanými kusy v první týden prodeje v USA (po započítání 513 milionů streamů). Po vydání se všechny písně umístily v Top 20 příčkách žebříčku Billboard Hot 100. Nejlépe „Rich Flex“ (2. příčka), „Major Distribution“ (3. příčka) a „On BS“ (4. příčka).

### American Dream(2024–...)
V lednu 2024 bylo oznámeno, že o něm vzniká životopisný film s názvem American Dream: The 21 Savage Story, ve kterém by měl hrát 21 Savage, Donald Glover a Caleb McLaughlin.
V polovině ledna vyšlo jeho třetí studiové album American Dream. To debutovalo na první příčce amerického žebříčku prodejnosti alb se 133 000 prodanými kusy v první týden prodeje (po započítání 169 milionů streamů). Vedoucími singly byly písně „Redrum“ (5. příčka) a „N.H.I.E.“ (s Doja Cat) (14. příčka). Úspěšná byla také píseň „Née-Nah“ (s Travis Scott a Metro Boomin) (10. příčka).

## Problémy se zákonem
Dne 3. února 2019 byl zadržen imigračním úřadem USA (ICE), který jej obvinil z nezákonného pobytu na území Spojených států od července 2006, kdy expirovalo jeho neimigrační vízum. Až do tohoto incidentu se obecně předpokládalo, že Abraham-Joseph pochází z Atlanty. Podle mluvčího imigračního úřadu je Abraham-Joseph britský občan, který legálně navštívil USA v červenci 2005, ale zůstal a neodcestoval ani po vypršení víza v červenci 2006. V polovině února 2019 byl po zaplacení kauce ve výši 100 000 dolarů propuštěn z vazby. Termín slyšení k případnému vyhoštění byl stanoven na duben 2019, ale později byl odložen bez dalšího jasného termínu.

## Diskografie

### Studiová alba
- 2017 – Issa Album
- 2017 – Without Warning (s Offset a Metro Boomin)
- 2018 – I Am > I Was
- 2020 – Savage Mode II (s Metro Boomin)
- 2022 – Her Loss (s Drake)
- 2024 – American Dream

### EP
- 2015 – Free GuWop (se Sonny Digital)
- 2016 – Savage Mode (s Metro Boomin)
- 2021 – Spiral: From the Book of Saw Soundtrack

### Úspěšné singly
- 2015 – „Red Opps“ (se Sonny Digital)
- 2016 – „X“ (s Metro Boomin (ft. Future))
- 2016 – „No Heart“ (s Metro Boomin)
- 2017 – „Bank Account“
- 2019 – „A Lot“ (ft. J. Cole)
- 2020 – „Runnin“ (s Metro Boomin)
- 2020 – „Mr. Right Now“ (s Metro Boomin (ft. Drake))
- 2022 – „Circo Loco“ (s Drake)
- 2022 – „Rich Flex“ (s Drake)
- 2023 – „Redrum“
- 2023 – „N.H.I.E.“ (s Doja Cat)
- 2023 – „Née-Nah“ (s Travis Scott a Metro Boomin)